# Grewia cloiselii
Grewia cloiselii är en malvaväxtart som beskrevs av R. Viguier. Grewia cloiselii ingår i släktet Grewia och familjen malvaväxter. Inga underarter finns listade i Catalogue of Life.